# Петроглифы Хантау
Северную окраину Чу-Илийского хребта образуют невысокие горы Хантау и Жамбыл. Географическое положение Илийского района, окруженного с запада, севера и востока пустынями Мойынкум, Бетпакдала и Таукум, предопределило его особое значение в системе межрегиональных коммуникаций, культурных, экономических, политических связей и отношений, которое сохранялось за ним на протяжении более трех последних тысячелетий.
В предгорной зоне располагаются небольшие группы курганов ранних и средневековых кочевников, но самые крупные некрополи сосредоточены у южных предгорий горы Сункар. Вдоль цепочек курганов выстроены в линию группы поминальных оград, сложенных из семи-восьми крупных камней.
По виду курганные могильники с оградами напоминают памятники Горного Алтая, и характерны пазырыкской культуре скифского времени. Нередко на возвышенных межгорных участках встречаются ритуальные каменные оградки и изваяния тюркского периода, однако большинство этих монументов имеют следы поздних разрушений.
Древним исследованным памятником Хантау является могильник Кожабала на северо-восточном склоне горы Сункар. Здесь насчитывается около 150 погребальных сооружений, представленных каменными ящиками в оградах прямоугольной или округлой формы; в раскопанных курганах были обнаружены остатки кремации и ингумации в сопровождении с национальными орнаментированной посуды и бронзовых украшений (браслеты, подвески, бусы).
По своему характеру, курганы датируются XIII в. до н. э. и относятся к памятнику андроновского культурно-исторического равенства, распространенному в южной части Сарыарки и Западном Семиречье. В горных долинах петроглифы Хантау считаются самыми древними и датируются эпохой бронзы. Учитывая это, среди них встречаются гравюры, которые по содержанию и стилю наиболее характерные для памятников наскального искусства Северного Прибалхашья. Одним из ярких петроглифов Хантау представлены произведениям авторов середины I тыс. до н. э., многие из которых на сегодняшний день уникальны или относятся к числу редких, отличительных для Чу-Илийских гор образцов наскального искусства эпохи ранних кочевников.